# 비 오는 날 오후
《비 오는 날 오후》는 한국방송공사 2TV 아침드라마이다.

## 기획의도
가족이란 울타리를 위협하는 인생의 파문을 사랑으로 이겨내는 이야기

## 제작진
- 극본 : 김혜정
- 연출 : 홍종현

## 출연진
- 나한일
- 남능미
- 신영진
- 이낙훈
- 임예진
- 정애리
- 홍일권